# Prijedor
Prijedor (en serbio cirílico Приједор) es municipio situado en la zona noroccidental de Bosnia y Herzegovina y perteneciente a la República Srpska. Su localidad más importante es la ciudad de Prijedor.

## Geografía
El municipio de Prijedor se encuentra en la parte noroeste de la República Srpska, en la margen derecha del río Sana, en la llanura aluvial conocida como el campo Prijedor. El pico más alto de la montaña Kozara, que pertenece a la ciudad de Prijedor, es de 987 metros Lisina.
La longitud del área del municipio en dirección norte-sur es de 32 kilómetros, y en dirección este-oeste de casi 46 kilómetros. El río Sana y su afluente Gomjenica fluye a través de la ciudad desde donde se abastece el estanque Saničani. La ciudad se encuentra en una posición geoestratégica favorable, a 50 km de las carreteras principales de Banja Luka, y a 32 km de Kozarska Dubica, Novi Grad y Sanski Most. El ferrocarril Sarajevo - Zagreb pasa por Prijedor.
Cubre un área de 834 km² y es una de las más grandes de la República Srpska por población.
El relieve es de carácter variable, por lo que hay tres áreas diferentes en el  municipio. Tierras bajas, que incluye los valles del río Sana, los estanques de Gomjenica y Saničani. El área montañosa, que incluye las estribaciones de la montaña Kozara, y el área montañosa más suave hacia las montañas Majdan. Un área montañosa, que comprende las montañas Kozara y partes de la comunidad de Ljubija. Esta área está cubierta principalmente por bosques, con un área de aproximadamente 30.000 hectáreas. El tipo de tierra varía. Los suelos dominantes son del tipo pseudogley, suelos aluviales, suelos arcillosos degradados marrones, suelos ácidos marrón y carbonato marrón. Algunas de estas tierras son de baja fertilidad natural, y su característica general es una pobre provisión de los nutrientes necesarios para las plantas, un alto valor ácido y una relación agua-aire desfavorable.
Prijedor tiene un gran potencial turístico debido a sus importantes recursos naturales, de los cuales la montaña Kozara y el río Sana son particularmente importantes, así como numerosas excursiones y sitios turísticos que ofrecen oportunidades para vacaciones activas. Senderismo, senderismo, ciclismo, caza, pesca, natación, camping, así como disfrutar de la naturaleza virgen son solo algunas de las cosas que Prijedor ofrece a sus visitantes.
Kozara, una montaña de los Alpes Dináricos, de 75 km de largo. Se extiende entre las corrientes de los ríos Sava en el norte, Vrbas en el este, Sana en el sur y Una en el oeste. Pertenece a las montañas bajas de relieve dinámico, cuyos picos no superan los 1000 metros sobre el nivel del mar.
El clima continental templado, la gran cantidad de días soleados y los suaves picos de las montañas le dan un valor especial a esta montaña. Destaca por sus complejos forestales preservados con una flora y fauna rica y diversa y la calidad especial del Kozara está dada por los manantiales de montaña limpios y las áreas de densos bosques de coníferas.
En la parte central de la montaña Kozara, el parque nacional Kozara está situado y es un destino ideal para los amantes de la naturaleza. La parte central del parque nacional y las Montañas Kozara es el área de Mrakovica donde se erigió un complejo conmemorativo para conmemorar a los soldados muertos en la Segunda Guerra Mundial. El parque nacional Kozara es miembro de la Federación de Parques Nacionales de Europa. Dentro del parque nacional Kozara hay varias rutas de senderismo para amantes de la naturaleza, así como pistas de esquí adecuadas para esquiadores de todas las edades.
La principal característica hidrográfica de Prijedor es el curso de agua del río Sana con sus afluentes. Nace cerca de Medna en el municipio de Ribnik, desemboca en el Una cerca de Novi Grad y atraviesa Ribnik, Ključ, Sanski Most, Ostra Luka, Prijedor y Novi Grad. La leyenda dice que se le dio el nombre de una vieja latina debido a su efecto curativo (sueño latino: saludable).
En el territorio de la ciudad de Prijedor, la longitud del río Sana es de 40 km, y a lo largo de la costa hay muchos lugares para nadar y disfrutar de los encantos que ofrece este río.

### Localización
| Bosanska Kostajnica (60 km), Zagreb (173 km), Viena (547 km) | Kozarska Dubica (33 km) | Bosanska Gradiška (90 km), Budapest (474 km)       |
| Novi Grad (32 km)                                            |                         | Kozara (13 km), Omarska (20 km), Belgrado (336 km) |
| Ljubija (8 km), Trieste (412 km)                             | Sanski Most (33 km)     | Bania Luka (48 km), Sarajevo (250 km)              |

## Asentamientos
El municipio de Prijedor incluye los siguientes asentamientos:
- Ališići.
- Babići.
- Bistrica.
- Bišćani.
- Božići.
- Brđani.
- Brezičani.
- Briševo.
- Busnovi.
- Cikote.
- Crna Dolina.
- Čarakovo.
- Čejreci.
- Čirkin Polje.
- Ćela.
- Dera.
- Donja Dragotinja.
- Donja Ravska.
- Donji Garevci.
- Donji Orlovci.
- Donji Volar.
- Gaćani.
- Gomjenica.
- Gornja Dragotinja.
- Gornja Jutrogošta.
- Gornja Puharska.
- Gornja Ravska.
- Gornji Garevci.
- Gornji Jelovac.
- Gornji Orlovci.
- Gornji Volar.
- Gradina
- Hambarine.
- Hrnići.
- Jaruge.
- Jelićka.
- Jugovci
- Kalajevo
- Kamičani.
- Kevljani.
- Kozarac.
- Kozaruša
- Krivaja
- Lamovita.
- Ljeskare.
- Ljubija.
- Malo Palančište.
- Marićka.
- Marini
- Miljakovci.
- Miska Glava.
- Niševići.
- Ništavci.
- Omarska.
- Orlovača.
- Pejići.
- Petrov Gaj.
- Prijedor
- Rakelići.
- Rakovčani.
- Raljaš.
- Rasavci.
- Rizvanovići.
- Saničani.
- Šurkovac.
- Tisova.
- Tomašica.
- Trnopolje.
- Veliko Palančište.
- Zecovi.
- Žune.

## Historia

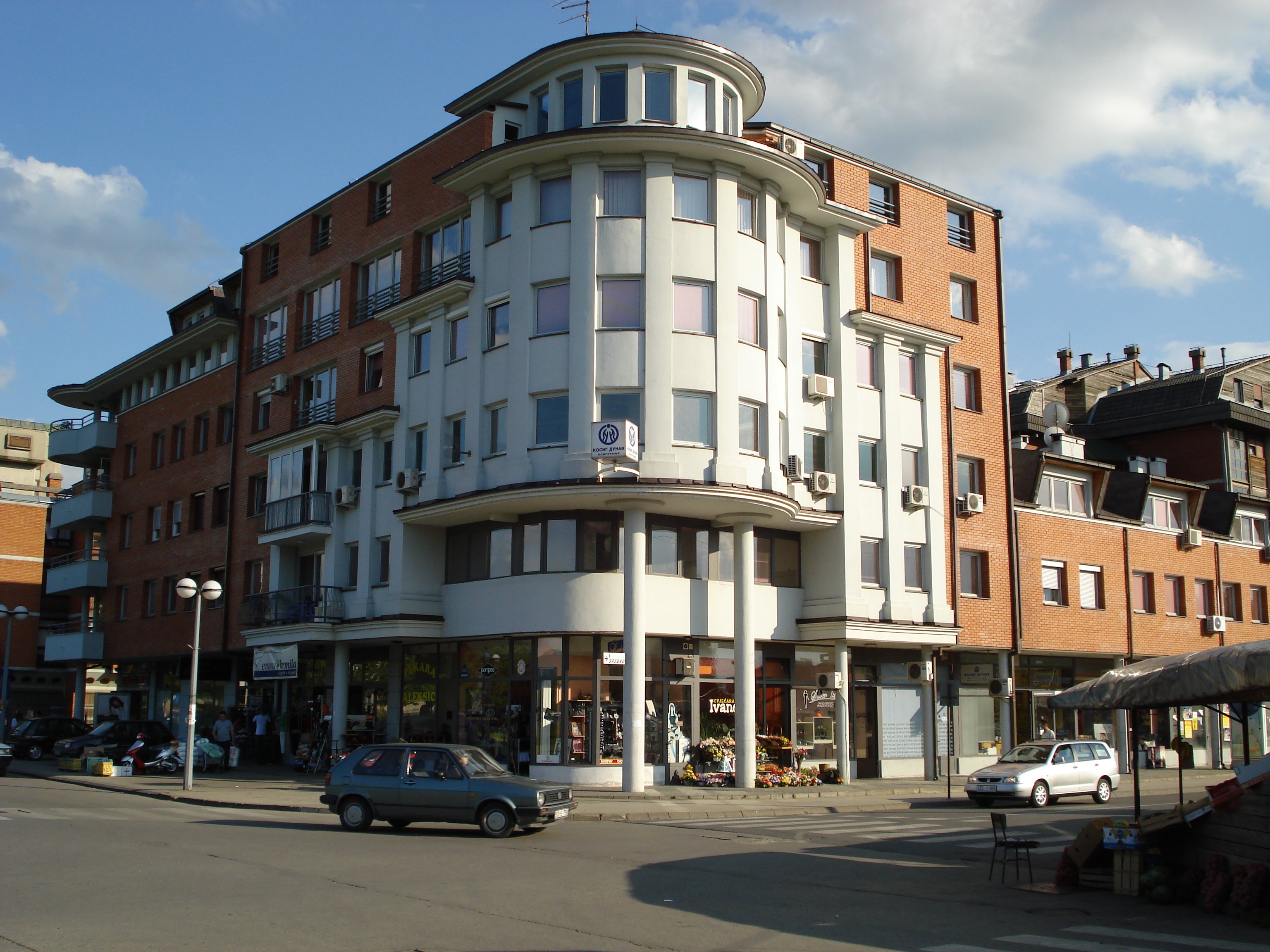
Edificio comercial en un cruce de Prijedor.

La primera referencia de Prijedor en documentos históricos es como fortaleza terrestre, tal y como reza en las cartas escritas por el Conde Adam Batschani durante la llamada Guerra Vienesa (1683-1699). Sin embargo, posteriores descubrimientos permiten asegurar que el pueblo existe desde épocas muy antiguas, habiendo vestigios de la presencia romana en la región. En Ljubija fueron encontrados varios monumentos de la época romana que demuestran la producción de hierro. En Zecovi fue localizada una necrópolis iliria de la Edad del Hierro. Una leyenda afirma que el río Sana fue así bautizado por los romanos.  Además, el hierro extraído de las minas se utilizaba en la producción de armas para las legiones romanas en las fundiciones de Salónica, Siscia y Sirmium.
En poco tiempo Prijedor se convirtió en centro de comercio de artesanía, sobre todo gracias a las calzadas romanas, la navegabilidad del río Saná y el paso por la ciudad de la primera línea de ferrocarril construida en Bosnia y Herzegovina en 1873 en tiempos del barón Hirsch. Un siglo después el pueblo entero ardió en un gran incendio, lo que llevó a las autoridades del Imperio austrohúngaro a trazar el primer plan urbanístico en 1901.

### Guerra de Bosnia
Al inicio de la Guerra de Bosnia, el municipio de Prijedor fue teatro de una limpieza étnica llevada a cabo por los serbobosnios. Lograda la expulsión de los bosnio-musulmanes y bosnio-croatas, la guerra no afectó mayormente al territorio de Prijedor. Finalizada la contienda, se mantuvo en poder de la Republika Srpska, entidad creada al inicio de la lucha en los territorios de mayoría serbobosnia. 

#### Eventos anteriores al abandono de Bosnia por parte delEjército Popular Yugoslavo-  12 de mayo de 1992
Antes de la toma de posesión del poder local por parte de los serbobosnios, el 30 de abril de 1992, el municipio de Prijedor era étnicamente un área relativamente mixta: en 1991, los musulmanes eran la mayoría en el municipio: de una población total de 112.000, 49.700 (44 por ciento) eran musulmanes y aproximadamente 40.000 (42,5 por ciento) serbios, con el resto compuesto por croatas (5,6 por ciento), yugoslavos (5,7 por ciento) y otros (2,2 por ciento).
A fines de abril de 1992, se crearon varias estaciones de policía serbias clandestinas en el municipio de Prijedor y más de 1.500 hombres armados estaban listos para participar en la toma de posesión. El 30 de abril de 1992, la SDS llevó a cabo una toma de sangre sin sangre de la ciudad de Prijedor con la ayuda de las fuerzas militares y policiales.
La toma del poder forzosa de la autoridad municipal en Prijedor se preparó con bastante antelación. En la noche del 29 al 30 de abril de 1992, personal del SJB (policía secreta) y la policía de reserva se reunieron en Čirkin Polje, parte de la ciudad de Prijedor. Solo serbios estaban presentes y algunos de ellos vestían uniformes militares. La toma del poder se llevó a cabo en las primeras horas de la mañana cuando serbios armados tomaron posiciones en los puestos de control en todo Prijedor, con soldados y francotiradores en los techos de los edificios principales. Soldados de JNA, vestidos con una variedad de uniformes, ocuparon todas las instituciones prominentes, como la estación de radio, el centro médico y el banco. Entraron a los edificios, declararon que habían tomado el poder y anunciaron su decisión de cambiar el nombre de opština Prijedor por  "Srpska opština Prijedor". Se izó una bandera serbia sobre el edificio de la Asamblea Municipal.
Al poco tiempo del ataque, el presidente del Comando de Crisis de la autroprocamada Región Autónoma Serbia, Radoslav Brđanin, dijo en televisión que "los no serbios no necesitarían madera para el invierno", que entre la población no serbia se entendía como una amenaza oculta y causaba miedo y pánico. También se hicieron llamamientos en ese momento para la entrega de armas que, aunque dirigidas a la población en general, solo se aplicaron con respecto a los musulmanes y croatas, la mayoría de quien cumplió por miedo al castigo. Una declaración sobre la adquisición preparada por la SDS se leyó en Radio Prijedor el día después de la adquisición y se repitió durante todo el día.
Después de la toma de control de la ciudad de Prijedor y antes del ataque a Kozarac, los serbios hicieron continuas referencias en la radio policial sobre la destrucción de mezquitas y todo lo que pertenecía a los musulmanes.

#### Eventos posteriores al abandono de Bosnia por parte delEjército Popular Yugoslavo-  12 de mayo de 1992
Entre mayo y julio de 1992, las zonas y pueblos predominantemente bosniomusulmanes y bosnioscroatas de Hambarine (23 de mayo), Kozarac (24 de mayo), Kamičani (26 de mayo), Bišćani (20 de julio), Čarakovo (23 de julio), Briševo (24 y 25 de julio) y Ljubija (25 de julio) fueron atacados por el Ejército de la Republika Srpska actuando conjuntamente con la policía y grupos paramilitares. Estos ataques comenzaron principalmente después de la fecha límite para que los no serbios entreguen sus armas. A veces, un incidente causado por no serbios se utilizaría como pretexto. Los ataques se llevaron a cabo mediante bombardeos intensivos con armamento pesado del ejército. Las casas en pueblos y vecindarios musulmanes fueron atacadas y bombardeadas indiscriminadamente, lo que resultó en una gran destrucción y bajas civiles. Muchos de los sobrevivientes huyeron de las aldeas y buscaron refugio en los bosques circundantes.
Después del bombardeo, soldados armados entraron a las aldeas, saquearon y incendiaron casas, y expulsaron o mataron a algunos de los aldeanos que se quedaron. En algunos casos, las mujeres fueron violadas. La población bosnio-musulmana y bosnio-croata del municipio de Prijedor no pudo establecer ninguna resistencia eficiente a estos ataques armados por parte del ejército serbobosnio que actuaba conjuntamente con la policía y los grupos paramilitares. No estaban organizados adecuadamente y no tenían suficientes armas con las que pudieran oponerse al ataque.

## Demografía

### 1910
Según el censo austrohúngaro de población de 1910, el distrito de Prijedor contaba con un 59,08% de población serbia ortodoxa.

### 1971-1981-1991
Según los datos de los sucesivos censos, el municipio de Prijedor contaba con una población de:
| Año  | total   | Serbios         | Bosníacos musulmanes | Croatas       | Yugoslavos     | Otros         |
| ---- | ------- | --------------- | -------------------- | ------------- | -------------- | ------------- |
| 1971 | 97.921  | 46.487 (47,47%) | 39.190 (40,02%)      | 8.845 (9,03%) | 1.458 (1,48%)  | 1.941 (2,00%) |
| 1981 | 108.868 | 45.279 (41,59%) | 42.129 (38,69%)      | 7.297 (6,70%) | 10.556 (9,69%) | 3.607 (3,33%) |
| 1991 | 112.543 | 47.581 (42,27%) | 49.351 (43,85%)      | 6.316 (5,61%) | 6.459 (5,73%)  | 2.836 (2,54%) |

La ciudad de Prijedor contaba en 1991 con 34.635 habitantes, distribuidos de la siguiente forma:
- 13.927 (40,21%) Serbios
- 13.388 (38,65%) Bosníacos musulmanes
- 4.282 (12,36%) Yugoslavos
- 1.757 (5,07%) Croatas
- 1.281 (3,69%) Otros

### 2006
En 2006, la mayor parte de los habitantes del municipio eran serbios ortodoxos. Además, sobre una población total de 94.096 habitantes, el 48% era población urbana y el 52% restante población rural.
El porcentaje de población no serbia ha caído notablemente desde 1991, momento en que la cantidad de serbios aumentó de forma casi exponencial. Esta situación es consecuencia de la limpieza étnica ejecutada contra la mayoría de bosníacos y croatas por parte de las autoridades serbobosnias, así como por los hechos recíprocos sucedidos a los refugiados serbios en las zonas controladas por croatas y musulmanes.[cita requerida]

### 2013
El censo del año 2013 determinó los siguientes guarismos para el municipio:
| Localidad         | Población |
| ----------------- | --------- |
| Prijedor (total)  | 80916     |
| Ališići           | 121       |
| Babići            | 649       |
| Bistrica          | 916       |
| Bišćani           | 861       |
| Božići            | 93        |
| Brđani            | 1259      |
| Brezičani         | 1193      |
| Briševo           | 4         |
| Busnovi           | 692       |
| Veliko Palančište | 425       |
| Gaćani            | 291       |
| Gomjenica         | 2483      |
| Gornja Dragotinja | 305       |
| Gornja Jutrogošta | 154       |
| Gornja Puharska   | 346       |
| Gornja Ravska     | 66        |
| Gornji Volar      | 50        |
| Gornji Garevci    | 81        |
| Gornji Jelovac    | 329       |
| Gornji Orlovci    | 497       |
| Gradina           | 479       |
| Dera              | 753       |
| Donja Dragotinja  | 500       |
| Donja Ravska      | 45        |
| Donji Volar       | 160       |
| Donji Garevci     | 763       |
| Donji Orlovci     | 2236      |
| Žune              | 97        |
| Zecovi            | 353       |
| Jaruge            | 196       |
| Jelićka           | 362       |
| Jugovci           | 320       |
| Kalajevo          | 70        |
| Kamičani          | 2307      |
| Kevljani          | 746       |
| Kozarac           | 2585      |
| Kozaruša          | 2538      |
| Krivaja           | 603       |
| Lamovita          | 1528      |
| Ljeskare          | 386       |
| Ljubija           | 1921      |
| Malo Palančište   | 101       |
| Marini            | 129       |
| Marićka           | 1004      |
| Miljakovci        | 437       |
| Miska Glava       | 344       |
| Niševići          | 672       |
| Ništavci          | 191       |
| Omarska           | 3006      |
| Orlovača          | 2918      |
| Pejići            | 302       |
| Petrov Gaj        | 875       |
| Petrovo           | 1388      |
| Prijedor          | 27970     |
| Rakelići          | 605       |
| Rakovčani         | 535       |
| Raljaš            | 124       |
| Rasavci           | 784       |
| Rizvanovići       | 503       |
| Saničani          | 565       |
| Tisova            | 101       |
| Tomašica          | 515       |
| Trnopolje         | 2275      |
| Hambarine         | 906       |
| Hrnići            | 492       |
| Cikote            | 206       |
| Crna Dolina       | 200       |
| Čarakovo          | 1079      |
| Čejreci           | 383       |
| Čirkin Polje      | 2500      |
| Šurkovac          | 44        |

## Economía
Prijedor es tradicionalmente un entorno industrial que basa el desarrollo económico en la explotación de los recursos naturales de mineral de hierro, yeso, piedra caliza, arcilla, arena de cuarzo y madera. Un importante complejo de materia prima mineral, reservas de madera, así como tierras fértiles, permitieron el desarrollo de las industrias mineras, agrícolas, madereras y metalúrgicas. Prijedor es una de las regiones más ricas de la República Srpska y Bosnia y Herzegovina por la riqueza de materias primas en las que se basa la industria metalúrgica (mineral de hierro, etc.).
La economía de la ciudad de Prijedor en el período anterior a la Guerra de Bosnia se basó en el desarrollo de las capacidades industriales de la industria base. Lideraban el desarrollo económico en el municipio eran grandes sistemas comerciales en el campo de la producción de mineral de hierro y la producción de pulpa y papel.
En el período de posguerra, la necesidad de cambios estructurales, es decir, una inversión radical, se hizo evidente, dadas las características de desarrollo de la economía anterior a la guerra. En los últimos años, la estructura de las empresas de Prijedor ha sufrido cambios significativos debido a varios factores, que van desde transformaciones de propiedad, cambios legales, reestructuración de potenciales económicos, introducción del concepto de mercado de economía en lugar de la economía acordada, etc.
Se han establecido varias asociaciones empresariales de diferentes sectores en el área de Prijedor, con el objetivo de contribuir al desarrollo de la economía. Las direcciones básicas de las actividades de la asociación son la creación de redes comerciales, la educación, el intercambio de experiencias, la difusión de la cultura empresarial moderna, garantizar la competitividad de las pequeñas y medianas empresas, abrir nuevos mercados, abogar por la descentralización de las actividades económicas con el objetivo del crecimiento económico y económico de los lugares menos desarrollados.
La industria de la ciudad de Prijedor comprende varios sectores de la economía, los más importantes son la minería, la madera, la metalurgia, el procesamiento de alimentos, la construcción, el transporte y otros sectores.
Minería: es una rama clave de la economía de Prijedor, que suministra muchas actividades económicas con materias primas básicas. En el último período, millones de inversiones en el sector minero en Prijedor han sido evidentes, y la mayoría refleja el crecimiento del empleo, el crecimiento del producto interno bruto (PIB), el crecimiento de la productividad y el crecimiento de las exportaciones.
Industria de la madera: las capacidades de la industria de la madera se encuentran en el área más amplia de Prijedor, y sus características principales son: disponibilidad local de base de materia prima (autorrenovable); tradición y experiencia en producción en una amplia gama de productos; orientación de exportación; mano de obra calificada; disponibilidad de fuentes de energía propias (en carbón y electricidad) y grandes mercados en proximidad geográfica relativa.
Industria metalúrgica: la industria del metal es de importancia estratégica para el desarrollo económico de Prijedor. Además de directo, es de gran importancia para el desarrollo de sectores económicos individuales, ramas y grupos. Con su producción, da ímpetu al desarrollo de la producción en otras industrias. La industria metalúrgica se dedica a la fabricación y montaje de estructuras de acero y en esta área se está logrando una buena cooperación con los países de la región y la Unión Europea.
Industria alimentaria: el potencial de desarrollo de la industria alimentaria en el área de Prijedor fomenta un mayor crecimiento económico, una intensa cooperación local y regional, y crea sinergia entre los productores para optimizar los negocios. Las ventajas más significativas para el desarrollo posterior de esta rama de la industria son los recursos naturales existentes (tierras agrícolas fértiles, buenas condiciones climáticas), así como las capacidades de producción correspondientes, que, en términos de calidad, coinciden con las capacidades de la región.
Agricultura; desempeña un papel muy importante en el desarrollo económico y económico general de Prijedor. Los potenciales naturales existentes en forma de clima, tierra y agua son requisitos previos importantes para una buena producción agrícola, y hablando de la diversidad de esta rama de la economía, es evidente que se manifiesta en el ganado, el cultivo de frutas, la producción de cultivos y hortalizas. Es importante tener en cuenta que el sistema de protección contra el granizo en el área de la ciudad de Prijedor se estableció durante 1994, y se instalaron 13 estaciones contra el granizo, que se encuentran en el sistema de prevención contra el granizo en la República Srpska. Además, existen varias asociaciones dentro de la agricultura (asociaciones de productores de frutas, asociaciones de apicultores, asociaciones de agricultores), que influyen conjuntamente en el crecimiento económico de la agricultura y el desarrollo rural, creando valor agregado, mejorando el nivel de vida de la población en las zonas rurales y presentando productos locales al mismo tiempo. Encontrar canales de distribución.

## Transporte
La red de rutas consta de 70 km de carreteras principales, 47 km de carreteras regionales, 196 km carreteras locales, 139 km carreteras no clasificadas y unas 300 calles con una longitud total de más de 60 km.

## Educación
Las primeras muestras de educación regulada se remontan a la primera mitad del siglo XIX. En 1834 Prijedor ya contaba con una "Escuela Elemental Serbia", posteriormente llamada "Escuela Comunal" y después transformada en 1919 en "Escuela Estatal".
En 2006 la ciudad contaba con 11 escuelas primarias para cerca de 8.000 alumnos y 6 institutos con 4.000 estudiantes, además de un conservatorio de música y una escuela de educación especial para disminuidos psíquicos. Asimismo la ciudad ha conseguido que la Universidad de Banja Luka abra en la ciudad facultades de Medicina y Economía y un departamento universitario de Geología Minera.
Actualmente (2019), Prijedor tiene 12 escuelas primarias y 6 secundarias, una escuela de música primaria y secundaria, el Centro Sun para Niños Discapacitados y la Facultad de Medicina, la Facultad de Minería y la Facultad de Economía e Informática.

## Deporte
El equipo local de fútbol FK Rudar Prijedor juega en la Primera División de la República Srpska.